# 錢泳

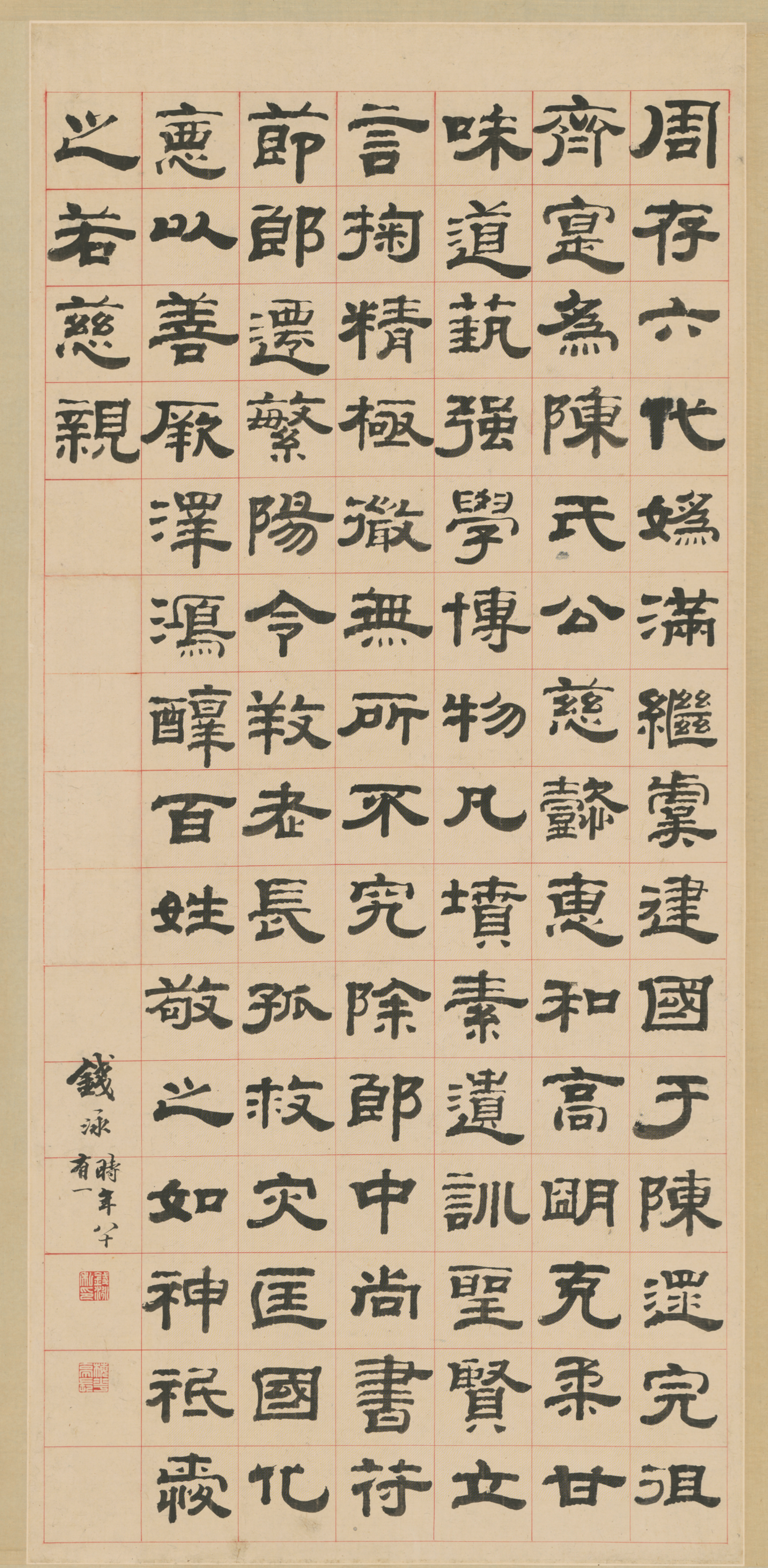
钱泳隶书节录《太尉陳球碑》（北京故宫博物院藏）

錢泳（1759年—1844年），原名鶴，字立群，號梅溪居士，江蘇金匱縣（今江蘇無錫）人，唐朝武肅王錢鏐的後人，清代學者、書法家。

## 生平
早年客居畢沅幕僚。工篆、隸，精鐫碑版，“作印得三橋（文彭）、亦步（吳迥）風格”，終其一生以訪碑、刻帖、著述為樂，齊學裘《见闻随笔》云：“钱梅溪能诗，工书，缩本唐帖，至其分书，一味求媚，不求古雅，名虽远播，终不近古”。嘉慶二年（1797年）二月完成小楷《晝錦堂記》。晚年時用八分書寫《十三經》，因過度勞累而中輟。著有《履園叢話》、《履園譚詩》等。